# Ryan Laight
Ryan Laight (sinh ngày 16 tháng 11 năm 1985 ở Barnsley, Anh) thi đấu cho Ossett Town. Anh thi đấu ở vị trí trung vệ.
Ryan vượt qua các cấp độ trẻ của Barnsley, có màn ra mắt on 4 tháng 2 năm 2004 trước Bristol City.
Ngày 3 tháng 10 năm 2006, Ryan và đồng đội ở Barnsley Thomas Harban gia nhập đội bóng Conference National Tamworth theo dạng cho mượn. Cả Laight và Harban có trận đầu tiên cho Tamworth trước Aldershot Town.